# Leposavić
Leposavić (alb. Albaniku, u vrijeme SFRJ Leposaviq) je gradić u najsjevernijem dijelu Kosova.